# ジョン・ペニントン (初代マンカスター男爵)
初代マンカスター男爵ジョン・ペニントン（英語: John Pennington, 1st Baron Muncaster、1741年5月22日洗礼 – 1813年10月8日）は、イギリスの政治家、アイルランド貴族。庶民院議員（在任：1781年 – 1802年、1806年 – 1813年）を務めた。奴隷貿易廃止を支持しており、奴隷貿易廃止論者のウィリアム・ウィルバーフォースとは1784年から1813年に死去するまで友人だった。

## 生涯

### 生い立ち
第4代準男爵サー・ジョセフ・ペニントンと妻メアリー（Mary、旧姓ムーア（Moore）、1783年9月12日埋葬、ジョン・ムーアの娘）の長男としてバースで生まれ、1741年5月22日にバース寺院で洗礼を受けた。1754年から1756年までウィンチェスター・カレッジで教育を受けた。1756年9月17日にエンサイン（歩兵少尉）として近衛歩兵第三連隊に入隊、1762年に連隊中尉および陸軍大尉（lieutenant and captain）に昇進した。1765年に近衛歩兵第二連隊の少佐に昇進、1773年に第37歩兵連隊の中佐に昇進した。ジェイムズ・ボズウェルの『サミュエル・ジョンソン伝』によれば、ペニントンは1773年にフォート・ジョージにあるサー・エア・クートの邸宅でサミュエル・ジョンソンに会い、正規軍と当時は半ば未開の民として扱われたアラブ人の軍における紀律について論戦し、また俳優デイヴィッド・ギャリックの演技についても議論した。1775年、陸軍から引退した。同年に父からマンカスター城を与えられたものの、1777年には父との関係悪化により取り上げられ、1778年に結婚すると改めて与えられた。

### 政界入り
1774年イギリス総選挙で父がカンバーランド選挙区から出馬、ペニントン自身もカンバーランドにあるカーライル選挙区での出馬を打診された。このとき、カーライルでは有力者の第5代準男爵サー・ジェームズ・ラウザー、第3代ポートランド公爵ウィリアム・キャヴェンディッシュ＝ベンティンク、第5代カーライル伯爵フレデリック・ハワードの間で妥協が成立しており、ラウザーとカーライル伯爵が1人ずつ候補者を出すということになっていた。この妥協にカーライル市民が不満を感じたため、5人に対立候補として出馬するよう打診し、最初にカーライルに来た2人が候補者としてたてられた。ペニントンは出馬了承が遅すぎたため、最終的には出馬しなかった。
1780年イギリス総選挙では落選した父に代わってカンバーランド選挙区で出馬を表明した。ペニントンは現職議員の1人で反ラウザー派のヘンリー・フレッチャーを批判することでラウザーの支持を得ようとしたが、それまでカンバーランドの2議席掌握を目指して痛手を負ったラウザーは厳正中立を表明、ペニントンは選挙当日に立候補を取り下げた。立候補取り下げの演説にあたり、ラウザーを見て「大多数の票を得て当選することを確信しているが、あなたのせいで私は今立候補を取り下げる」と述べた。選挙が終わった後にペニントンが発表したところによると、ラウザーは最初はペニントンを支持したが、その後の選挙活動ではペニントンに反対したという。

### 庶民院議員就任から叙爵まで
1781年12月、ノース内閣の支持を得てミルボーン・ポート選挙区の補欠選挙に出馬、当選を果たした。この議席を得るために3,000ポンドを支払ったという。当選直後の1781年12月にはアメリカ独立戦争の継続に反対する動議で内閣に同調して、反対票を投じた。しかし、ノース内閣が崩壊する理由となった採決では1782年2月20日、22日に投票せず、27日以降は野党に同調して投票した。
ノース内閣の崩壊にともない第2次ロッキンガム侯爵内閣が成立すると、第3代グラフトン公爵オーガスタス・フィッツロイがペニントンへの官職任命を申請して、首相の第2代ロッキンガム侯爵チャールズ・ワトソン＝ウェントワースと内務大臣の第2代シェルバーン伯爵ウィリアム・ペティに頻繁に手紙を書いた。ペニントンは商業関連の官職を望み、グラフトン公爵は商務卿（Lord of Trade）が適切だと考えたが、商務庁は同年に廃止され、以降も適切な官職が見つからなかった。
いつまでも官職にありつけなかったという状況に、ペニントンは自身がアイルランドで広大な領地を取得する予定であると述べ、アイルランド貴族への叙爵を提案した。ロッキンガム侯爵は賛成したが、直後の7月1日に死去した。次の内閣であるシェルバーン伯爵内閣ではグラフトン公爵による官職任命申請が悉く拒否されたが、ペニントンは1783年2月にアメリカ独立戦争の予備講和条約に賛成票を投じた。
そして、1783年にフォックス＝ノース連立内閣が成立すると、外務大臣のチャールズ・ジェームズ・フォックスはペニントンの叙爵に同意、ペニントンは1783年10月21日にアイルランド貴族におけるマンカスター男爵に叙された。この爵位には特別残余権（special remainder）が定められており、初代男爵の男系子孫が断絶した場合、その弟ラウザー・ペニントンおよびその男系子孫が継承するとされた。しかし、ペニントン自身は小ピット派であり、1783年11月にフォックスの東インド法案に反対票を投じた。同年には選挙法改正に賛成票を投じた。

### 奴隷貿易廃止への支持

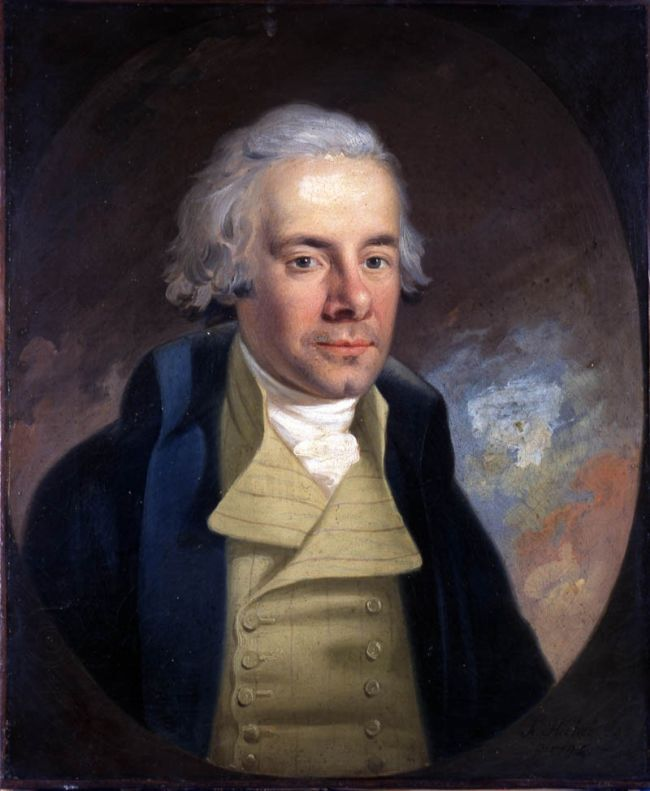
ウィリアム・ウィルバーフォース。アントン・ヒッケル画、1794年。

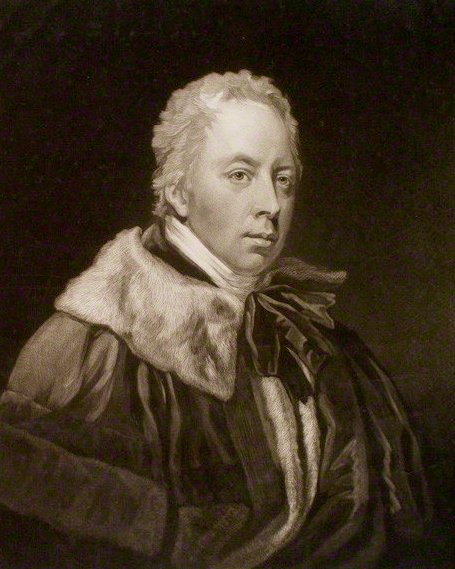
マンカスター男爵を当選させた第2代ラウザー子爵ウィリアム・ラウザー（のち初代ロンズデール伯爵）、1806年。

1784年イギリス総選挙では第1次小ピット内閣の支持者としてミルボーン・ポートで再選、1790年イギリス総選挙でも再選した。一方、官職就任はアイルランド貴族への叙爵を理由に拒まれるようになり、1785年には小ピットへの官職申請が失敗している。
1784年に湖水地方で奴隷貿易廃止論者であるウィリアム・ウィルバーフォースと出会い、以降2人は文通した。マンカスター男爵も奴隷貿易廃止を支持するようになり、ウィルバーフォースの手紙では2人の調子が合うという記述が残っている。1792年にはHistorical Sketches of the Slave Trade and its Effects in Africaという奴隷貿易に関する著作を出版、『英国議会史』が「奴隷貿易廃止論者から広く認められた典拠」と評した。議会では奴隷貿易について演説しなかったが、奴隷貿易廃止に度々賛成票を投じた。
1793年2月3日に父が死去すると、準男爵位を継承した。1796年イギリス総選挙では与党の支持者としてコルチェスター選挙区から出馬、486票（得票数2位）で当選した。この時期のペニントンはアディントン内閣（1801年 – 1804年）を支持したものの、あまり登院せず、1800年11月にはウィルバーフォースからコルチェスターの有権者の不興を買いかねないと警告されるに至り、1802年イギリス総選挙ではコルチェスターで支持されないと悟ってコルチェスターでの立候補を断念した。この総選挙でヨーク選挙区からの出馬を模索して失敗した後、1804年9月にカンバーランドからの出馬を目指したが、ラウザーの後を継いだ第2代ラウザー子爵ウィリアム・ラウザー（のち初代ロンズデール伯爵）の支持を得られなかった。
1806年5月にウェストモーランド選挙区の現職議員である第4代準男爵サー・マイケル・ル・フレミングが死去すると、ウィルバーフォースがヘンリー・ピーター・ブルームを代表してラウザー子爵にブルームを推薦、内閣からも支持されたと述べた。しかし、ブルームの父にラウザー家の勢力に反対したという経歴があったため、ラウザー子爵は怒り、マンカスター男爵を支持した上で首相の初代グレンヴィル男爵ウィリアム・グレンヴィルに打診して、グレンヴィルから「ブルームへの支持を許諾していない」の言質を得た上で支持もとりつけ、マンカスター男爵はそのまま当選した。マンカスター男爵は同年の総選挙で再選したが、選挙活動中の事故により妻が死去してしまった。

### 晩年
妻の死去で悲しみにくれたが、マンカスター男爵は同年2月に議会に現れて1807年奴隷貿易法（植民地における奴隷貿易を廃止した法律）に賛成票を投じ、ウィルバーフォースが「気の毒なマンカスターがやってきて」投票したと感謝した。その後も長期間議会を欠席したりしたが、出席したときはロンズデール伯爵（ラウザー子爵が1807年に叙爵）と同じく第2次ポートランド公爵内閣（1807年 – 1809年）とパーシヴァル内閣（1809年 – 1812年）を支持し、1807年と1812年の総選挙で再選した。1812年以降はリヴァプール伯爵内閣を支持したとされ、カトリック解放に反対票を投じた。
1813年10月8日にマンカスターで死去、15日に同地で埋葬された。爵位の特別残余権に基づき弟ラウザーが爵位を継承した。遺言状でウィルバーフォースに「この涙と悲しみの谷」での長い友情に感謝して、100ギニーを贈ったほか、自身の娘マリアには21年間のマンカスター城租借権を与えた。

## 人物

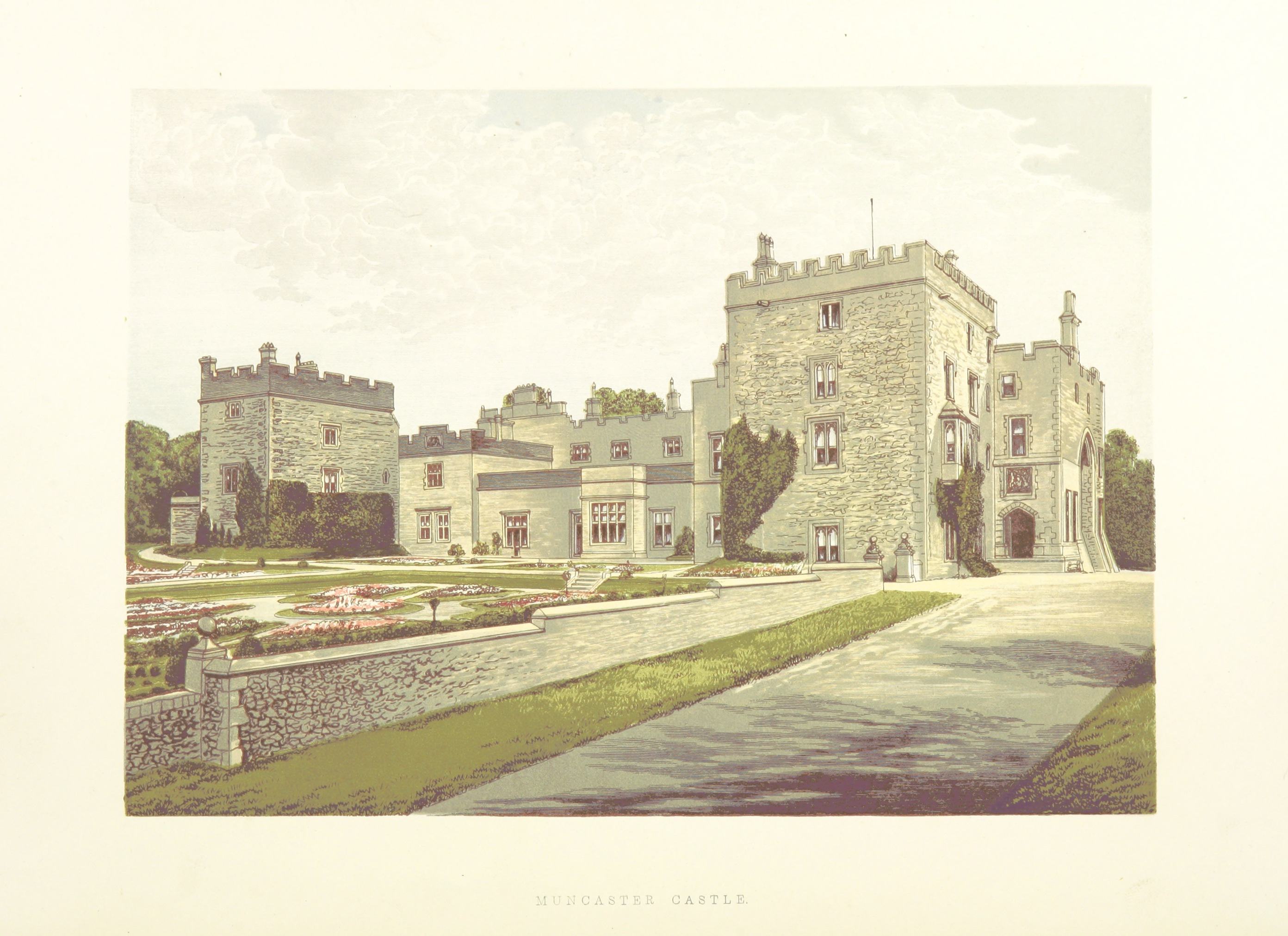
マンカスター城、1870年ごろ。

庶民院での演説記録は7回あり、うち1782年から1789年までの6回はさほど重要ではなく、1790年12月の演説ではスペインとの協定締結について首相小ピットに祝いの言葉を述べた。
自領であるマンカスター城の大規模改築を進め、『英国人名事典』で「再建に近い」と形容されたほか、『英国議会史』では1796年の総選挙で「出費の多い選挙に出る余裕がない」と形容された。『オックスフォード英国人名事典』では「議会への登院より改築を優先した」とされた。マンカスターの教会ではペニントン家の人物の記念碑を自ら設計して立てた。
領地管理では農業改良を試み、キャベツやニンジンを育てたり、畜牛への餌にポテトを使うなどした。また植樹活動も行い、数千株の木を植えた。

## 家族
1778年9月26日にペネロープ・コンプトン（Penelope Compton、1744年 – 1806年11月13日、ジェームズ・コンプトンの娘）と結婚、1男2女をもうけたが、うち1男1女に先立たれた。
- ガメル（Gamel、1780年 – 1788年[2]）
- マリア・フランシス・マーガレット（1850年11月16日没） - 1811年11月21日、第24代クロフォード伯爵ジェイムズ・リンジーと結婚[3]